# Oiselay-et-Grachaux
Oiselay-et-Grachaux est une commune française située dans le département de la Haute-Saône, la région culturelle et historique de Franche-Comté et la région administrative Bourgogne-Franche-Comté.

## Géographie

### Communes limitrophes
| Frasne-le-Château                               |                                      | Fretigney-et-Velloreille |
| Villers-Chemin-et-Mont-lès-Étrelles Velleclaire | Oiselay-et-Grachaux                  | Villers-Bouton Cordonnet |
| Bucey-lès-Gy                                    | Montboillon et Bonnevent-Velloreille |                          |

### Climat
Pour des articles plus généraux, voir Climat de la Bourgogne-Franche-Comté et Climat de la Haute-Saône.
En 2010, le climat de la commune est de type climat des marges montargnardes, selon une étude du Centre national de la recherche scientifique s'appuyant sur une série de données couvrant la période 1971-2000. En 2020, Météo-France publie une typologie des climats de la France métropolitaine dans laquelle la commune est exposée à un climat semi-continental et est dans la région climatique  Lorraine, plateau de Langres, Morvan, caractérisée par un hiver rude (1,5 °C), des vents modérés et des brouillards fréquents en automne et hiver. 
Pour la période 1971-2000, la température annuelle moyenne est de 10,2 °C, avec une amplitude thermique annuelle de 17,5 °C. Le cumul annuel moyen de précipitations est de 1 122 mm, avec 13,2 jours de précipitations en janvier et 9,5 jours en juillet. Pour la période 1991-2020, la température moyenne annuelle observée sur la station météorologique de Météo-France la plus proche, « Bucey-lès-Gy », sur la commune de Bucey-lès-Gy à 7 km à vol d'oiseau, est de 11,6 °C et le cumul annuel moyen de précipitations est de 1 032,6 mm. 
La température maximale relevée sur cette station est de 41,5 °C, atteinte le 8 août 2003 ; la température minimale est de −23 °C, atteinte le 2 janvier 1971,,. 
Les paramètres climatiques de la commune ont été estimés pour le milieu du siècle (2041-2070) selon différents scénarios d'émission de gaz à effet de serre à partir des nouvelles projections climatiques de référence DRIAS-2020. Ils sont consultables sur un site dédié publié par Météo-France en novembre 2022.

## Urbanisme

### Typologie
Au 1er janvier 2024, Oiselay-et-Grachaux est catégorisée commune rurale à habitat dispersé, selon la nouvelle grille communale de densité à sept niveaux définie par l'Insee en 2022.
Elle est située hors unité urbaine. Par ailleurs la commune fait partie de l'aire d'attraction de Besançon, dont elle est une commune de la couronne,. Cette aire, qui regroupe 310 communes, est catégorisée dans les aires de 200 000 à moins de 700 000 habitants,.

### Occupation des sols
L'occupation des sols de la commune, telle qu'elle ressort de la base de données européenne d’occupation biophysique des sols Corine Land Cover (CLC), est marquée par l'importance des territoires agricoles (58,8 % en 2018), une proportion identique à celle de 1990 (58,8 %). La répartition détaillée en 2018 est la suivante : 
forêts (35,1 %), terres arables (24,4 %), zones agricoles hétérogènes (17,8 %), prairies (16,7 %), milieux à végétation arbustive et/ou herbacée (4,1 %), zones urbanisées (2,1 %). L'évolution de l’occupation des sols de la commune et de ses infrastructures peut être observée sur les différentes représentations cartographiques du territoire : la carte de Cassini (XVIIIe siècle), la carte d'état-major (1820-1866) et les cartes ou photos aériennes de l'IGN pour la période actuelle (1950 à aujourd'hui).

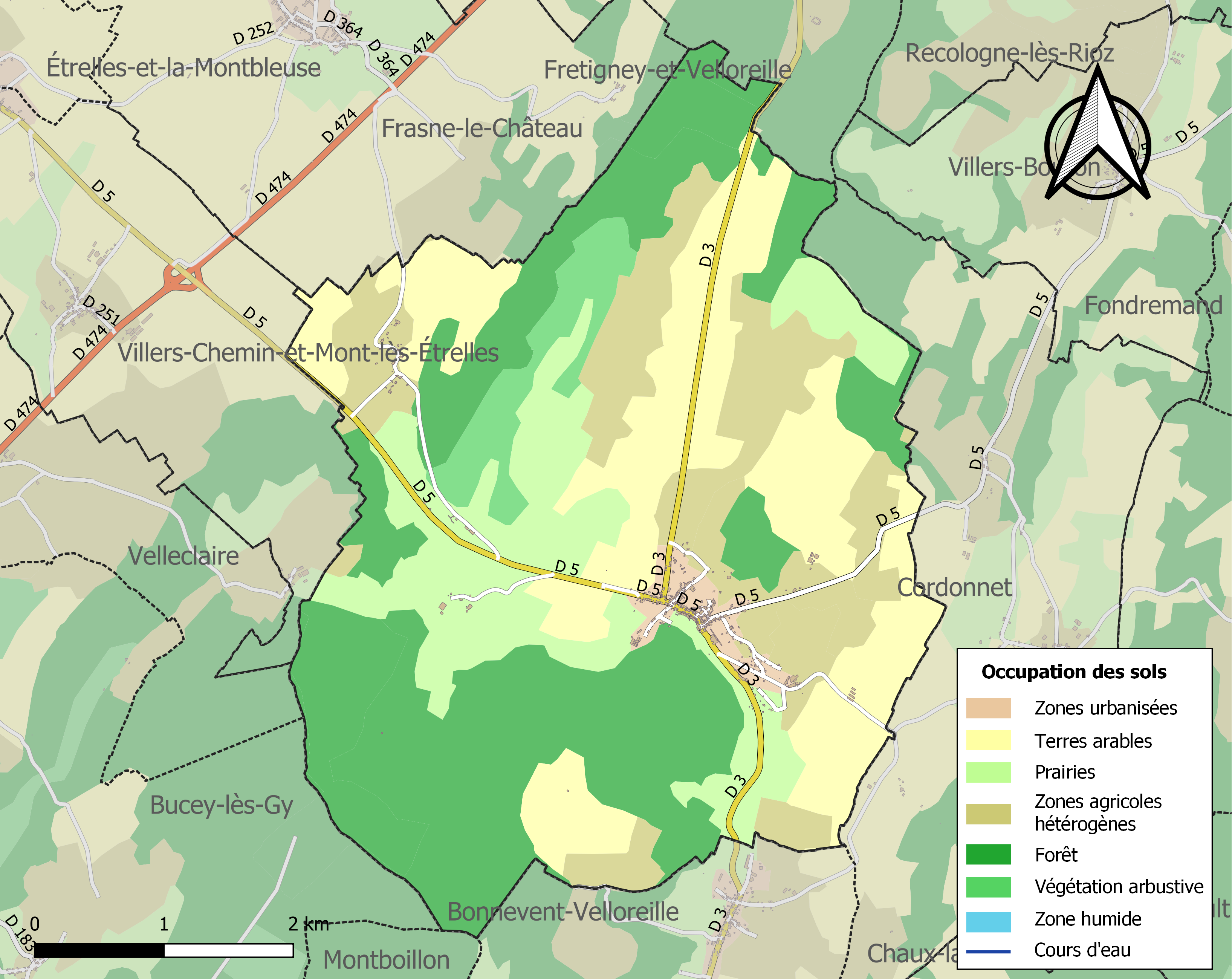
Carte des infrastructures et de l'occupation des sols de la commune en 2018 (CLC).

## Histoire[13]
Le site de Oiselay-et-Grachaux, la « colline aux oiseaux » fut occupée dès la préhistoire comme l'atteste la découverte d'une station néolithique. Dans l'antiquité, Oiselay était situé sur la voie romaine reliant Besançon à Langres. Jusqu'au XVIIIe siècle , le seigneur d'Oiselay régnait sur les alentours. Étienne II d'Oiselay, chef de la branche cadette de la maison de Bourgogne, fit élever un château fort en 1227 après J.C..
Lors de la Guerre de Dix Ans (1634-1644), le vieux baron d'Oiselay, après la perte de son jeune fils, montre que, malgré son âge, sa détermination reste intacte. Avec ses gens, il se retranche dans son château et tient tête aux Reîtres qui dévastent le pays. Il a aussi obtenu la permission de lever des troupes dans la région d'Oricourt et dès 1634, une garnison d'une quarantaine d'hommes défend le château.
Louis XI et Louis XIV  détruisirent cette importante place forte Il reste encore une tour sur le site ainsi que deux pans de murs éboulés, ainsi que quelques pierres ayant appartenu aux fenêtres ogivales de la chapelle du château. Le bourg d'Oiselay était protégé également par une muraille construite au XIVe siècle.
Par une charte d'affranchissement du 18 novembre 1429, Jean d'Oiselay autorisa quiconque à s'établir au village, moyennant une redevance dans les corvées du seigneur : d'où les noms de « grande corvée » et de « petite corvée » qui désignent encore les noms de deux rues du village à ce jour. La maison des Oiselatais subsista pendant cinq siècles. Elle s'éteignit au décès d'Hermonfray d'Oiselay, mort en 1634 sans héritier.
Le hameau de Grachaux faisait partie intégrante du Bourg car D'Hermonfray d'Oiselay s'était proclamé baron-seigneur de Grachaux, de Frasne, Fretigney, Gezier et Montarlot. L'ancienne église datant du XIIe siècle fut reconstruite en 1705 après J.C aux frais des habitants. Devant l'église actuelle, l'on voit une très belle croix assez bien conservée. Elle provient de la chapelle du château, seul vestige connu à ce jour de cet édifice. Grachaux fut rattaché à Oiselay en 1807.
La commune de Oiselay, constituée lors de la Révolution française, a absorbé en 1807 celle de Grachaux, et porte depuis son nom actuel Oiselay-et-Grachaux.

## Politique et administration

Carte départementale représentant en rouge la communauté de communes du Pays Riolais.

### Rattachements administratifs et électoraux
La commune fait partie de l'arrondissement de Vesoul du département de la Haute-Saône,  en région Bourgogne-Franche-Comté. Pour l'élection des députés, elle dépend de la première circonscription de la Haute-Saône.
Elle faisait partie depuis 1793 du canton de Gy. Dans le cadre du redécoupage cantonal de 2014 en France, la commune est désormais intégrée au canton de Scey-sur-Saône-et-Saint-Albin.

### Intercommunalité
La commune est membre de la communauté de communes du Pays riolais, créée le 29 décembre 1999.

## Tendances politiques
L’extrême droite fait des scores importants dans la commune. Lors des élections législatives de 2024, le candidat du Rassemblement national y obtient 57,35% au second tour, soit 5 points de plus qu'au niveau de la circonscription. Deux ans plus tôt, Marine Le Pen reçoit 56,31 % des suffrages à l'occasion de l'élection présidentielle, soit près de 15 points de plus que la moyenne nationale (41,45 %). Elle s'était également classée en tête du second tour de l'élection présidentielle de 2017 (51,50 %, soit plus de 17 points que la moyenne nationale). En 2012, François Hollande se classe devant Nicolas Sarkozy au premier tour (26,12 %), comme au second tour (52,3 5%), de l'élection présidentielle. Au second tour de la présidentielle de 2007, la commune place Nicolas Sarkozy et Ségolène Royal sur un parfait pied d'égalité (50% chacun, avec 127 voix pour chaque candidat). En 2002, Jacques Chirac y obtient 73,75% au second tour de l'élection présidentielle, devant Jean-Marie Le Pen (26,25%) - le candidat du Front national y obtenant un score supérieur à la moyenne nationale (17,79 %).

### Liste des maires
| Période                                  | Période                       | Identité            | Étiquette | Qualité                                            |
| ---------------------------------------- | ----------------------------- | ------------------- | --------- | -------------------------------------------------- |
| Les données manquantes sont à compléter. |                               |                     |           |                                                    |
| mars 2001                                | mars 2008                     | André Laroche       |           |                                                    |
| mars 2008                                | mai 2020                      | Christophe Ramseyer |           |                                                    |
| mai 2020                                 | En cours (au 2 décembre 2020) | Christelle Cuenot   |           | Vice-présidente de la CC du Pays Riolais (2020 → ) |

## Démographie
L'évolution du nombre d'habitants est connue à travers les recensements de la population effectués dans la commune depuis 1793. Pour les communes de moins de 10 000 habitants, une enquête de recensement portant sur toute la population est réalisée tous les cinq ans, les populations de référence des années intermédiaires étant quant à elles estimées par interpolation ou extrapolation. Pour la commune, le premier recensement exhaustif entrant dans le cadre du nouveau dispositif a été réalisé en 2006.

En 2022, la commune comptait 433 habitants, en évolution de +2,36 % par rapport à 2016 (Haute-Saône : −1,4 %, France hors Mayotte : +2,11 %).
| 1793 | 1800 | 1806 | 1821 | 1831 | 1836 | 1841 | 1846 | 1851 |
| ---- | ---- | ---- | ---- | ---- | ---- | ---- | ---- | ---- |
| 658  | 792  | 704  | 718  | 775  | 870  | 734  | 807  | 832  |

| 1856 | 1861 | 1866 | 1872 | 1876 | 1881 | 1886 | 1891 | 1896 |
| ---- | ---- | ---- | ---- | ---- | ---- | ---- | ---- | ---- |
| 731  | 720  | 685  | 655  | 619  | 606  | 601  | 610  | 550  |

| 1901 | 1906 | 1911 | 1921 | 1926 | 1931 | 1936 | 1946 | 1954 |
| ---- | ---- | ---- | ---- | ---- | ---- | ---- | ---- | ---- |
| 537  | 502  | 479  | 418  | 389  | 338  | 305  | 324  | 324  |

| 1962 | 1968 | 1975 | 1982 | 1990 | 1999 | 2006 | 2011 | 2016 |
| ---- | ---- | ---- | ---- | ---- | ---- | ---- | ---- | ---- |
| 319  | 332  | 326  | 362  | 371  | 381  | 393  | 398  | 423  |

| 2021 | 2022 | - | - | - | - | - | - | - |
| ---- | ---- | - | - | - | - | - | - | - |
| 432  | 433  | - | - | - | - | - | - | - |

## Culture locale et patrimoine

### Lieux et monuments
- Église paroissiale de la Décollation-de-Saint-Jean-Baptiste (reconstruite début XVIIIe siècle sur base médiévale XIIIe siècle) : plan en croix latine ; trois vaisseaux ; voûte d'arêtes ; nombreuses peintures, sculptures[23],[24].
- Fontaine-lavoir (XIXe siècle) : bassin ; borne fontaine ; pierre de taille ; colonnes[25].
- Chapelle du cimetière recouverte de lierre.
- Nombreuses maisons et fermes anciennes[26].
- Croix de chemin du XIXe siècle[27].
- Mairie-école, du XIXe siècle[28].
- Ruines du château-fort édifié au XIe siècle ou au XIIIe siècle, détruit au XVe siècle par les armées de Louis XI et démantelé par Louis XIV au XVIIe siècle[29].

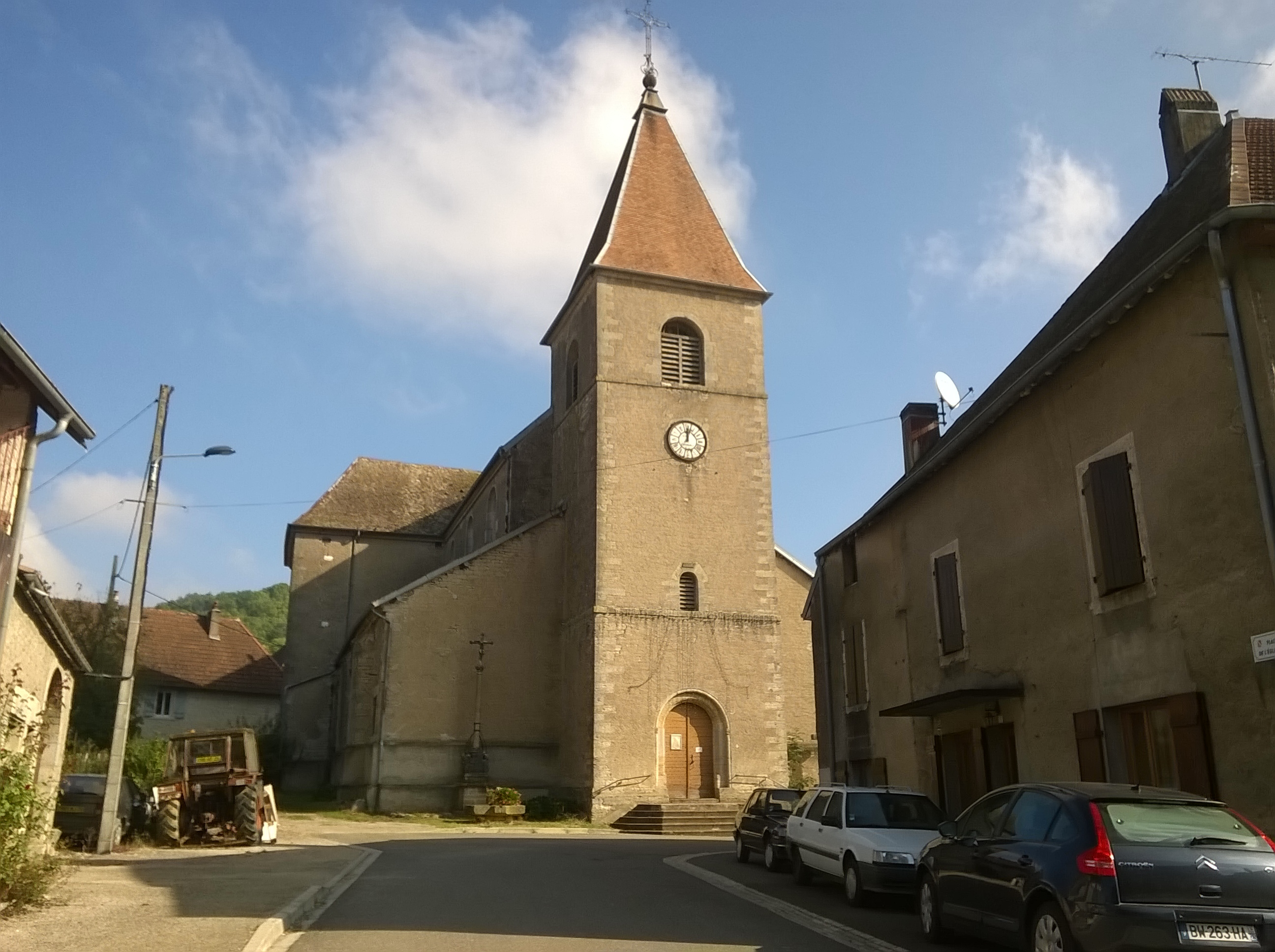
Église d'Oiselay.
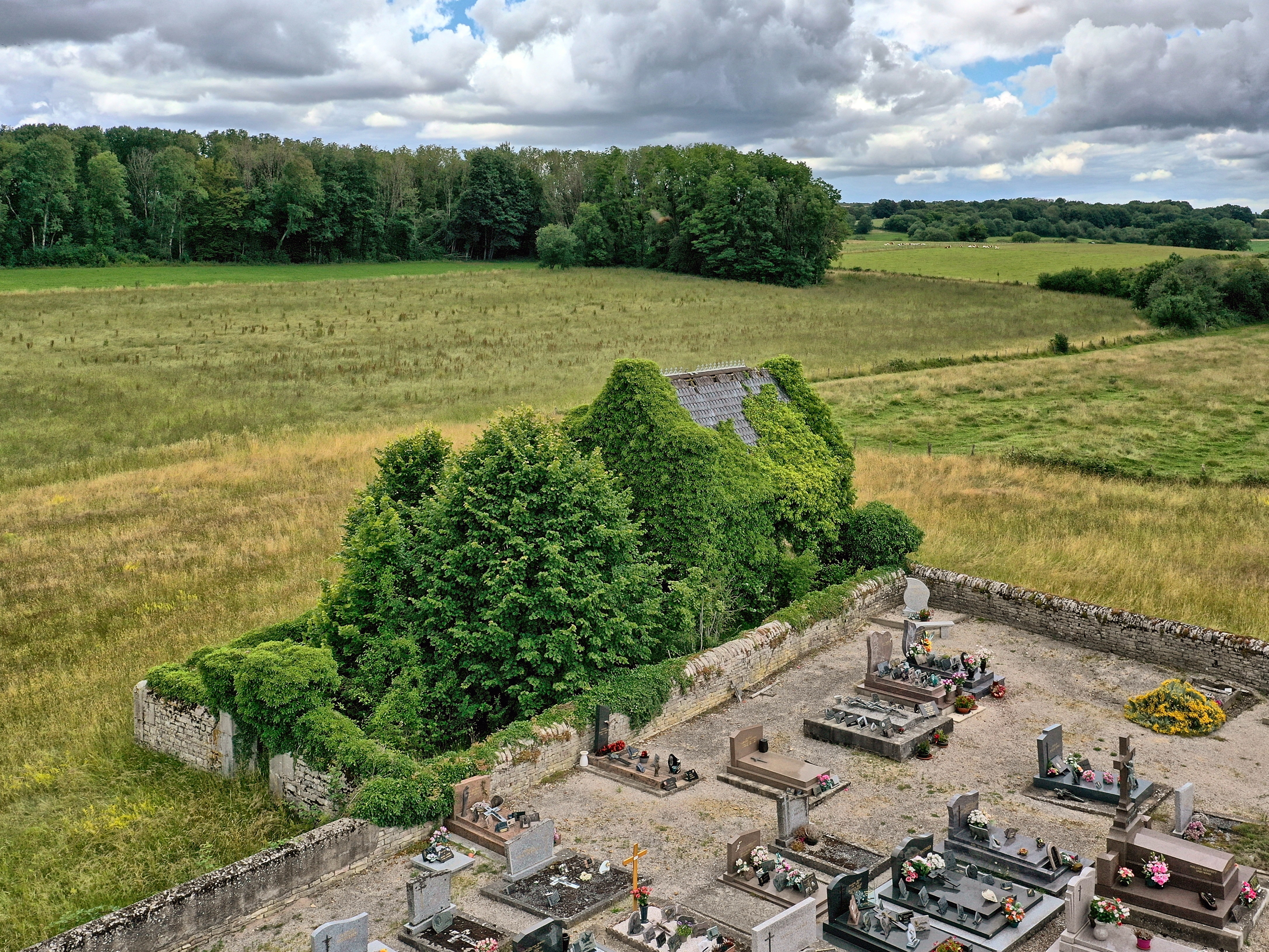
Chapelle du cimetière.
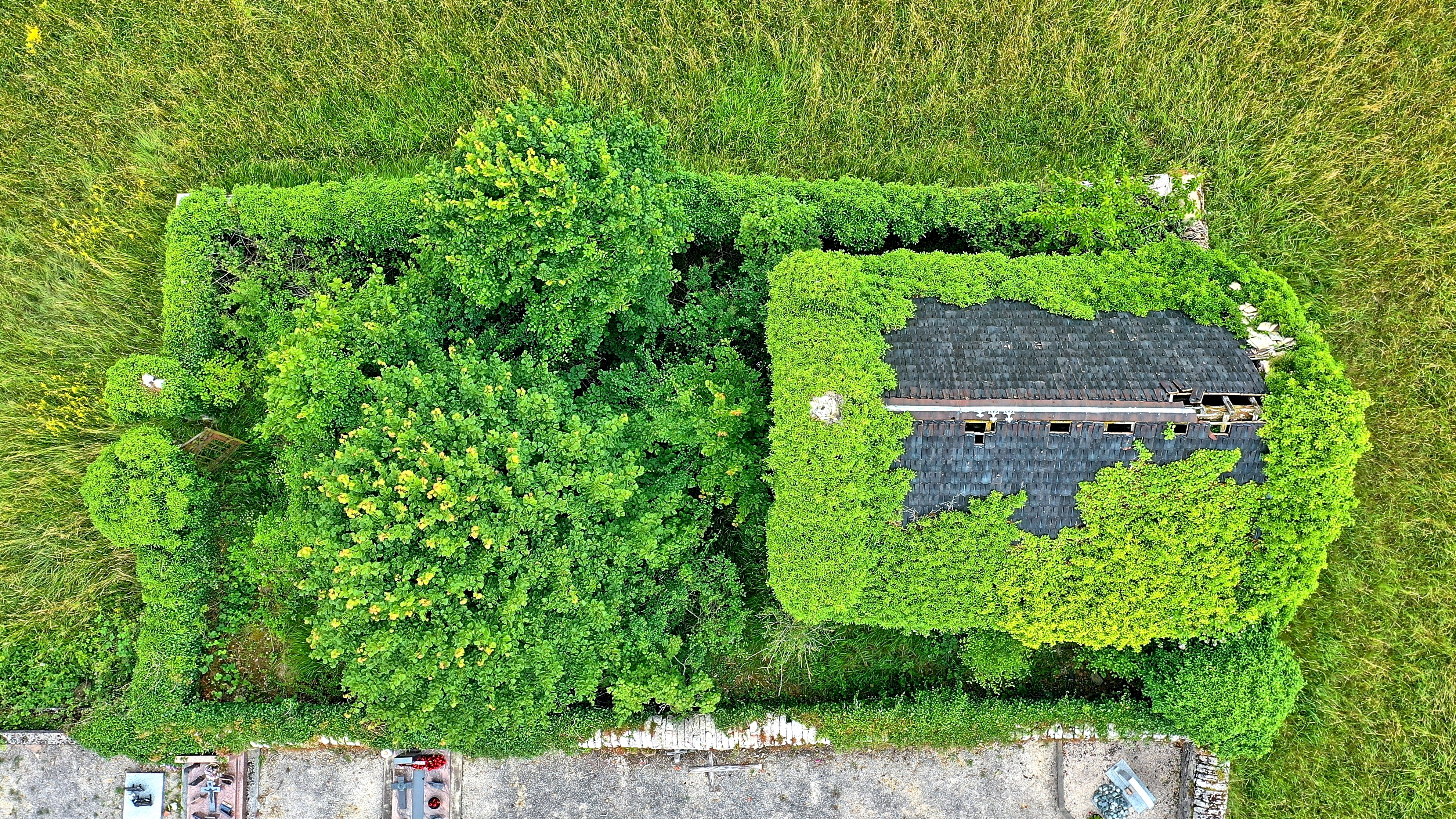
Chapelle (vue de dessus).

### Héraldique
| Blason de Oiselay-et-Grachaux | Blason  | De gueules à la bande vivrée d'or                                                                                       |
| Blason de Oiselay-et-Grachaux | Détails | Armes de la famille d'Oiselay (voir armorial du Tournoi de Chauvency). Le statut officiel du blason reste à déterminer. |